# 防胡镇
防胡镇，是中华人民共和国河南省信阳市淮滨县下辖的一个乡镇级行政单位。

## 行政区划
防胡镇下辖以下地区：
防胡村、黄新庄村、冯庄村、魏庄村、甘庄村、付庙村、胡元村、陈寨村、扬围孜村、熊寨村、蔡坡村、路沿村、高林村、林楼村、林洪寨村和大黄庄村。